# Modalitäten (Homöopathie)
Der Begriff Modalitäten (von lateinisch modus, zu deutsch: Art, Weise) erfasst in der Homöopathie alle Umwelteinflüsse, die sich verschlimmernd oder bessernd auf das Allgemeinbefinden oder den Krankheitsprozess auswirken. Die Modalitätensymptome sind in der Klassischen Homöopathie eine große Hilfe bei der Differenzierung von homöopathischen Arzneimitteln.
Die Modalitätensymptome lassen sich dabei in der Homöopathie wie folgt einteilen:
1. Modalitäten von Lokalsymptomen (Beispiel: Zahnschmerzen durch kalte Getränke)
2. Modalitäten von Allgemeinsymptomen (Beispiel: Allgemeine Verschlechterung von 16 bis 20 Uhr)
3. Modalitäten von psychischen Symptomen (Beispiel: Traurigkeit während der Menstruation)
4. Auffallende, charakteristische Modalitäten (Beispiel: Verbesserung durch Liegen auf der schmerzhaften Stelle)

Die letzte Modalitäteneinteilung (Punkt 4) kann auch aus den Bereichen von Punkt 1 bis 3 (Lokal-, Allgemein- oder psychische Symptome) stammen.
Um bei homöopathischen Arzneimittelprüfungen die Modaltiätensymptome zu erfassen, müssen die Probanden während der Prüfung sich auch in verschiedene Lagen oder an unterschiedliche Orte begeben (z. B. Sitzen oder Liegen, an die frische Luft etc.) um herauszufinden, ob sich ein Symptom bessert oder verschlechtert.
In der homöopathischen Literatur wird häufig eine Verschlechterung der Modalitäten mit den Kürzel agg. (von lat. aggravare: verschlechtern) oder auch mit dem Zeichen < gekennzeichnet. Eine Verbesserung wird mit den Kürzel amel. (von engl. Amelioration: die Verbesserung) oder dem Zeichen > dargestellt.
Der Begriff Modalität wird auch in der Akupunktur oder bei anderen Therapieverfahren verwendet.